# Asura signata
Asura signata är en fjärilsart som beskrevs av Walker 1864. Asura signata ingår i släktet Asura och familjen björnspinnare. Inga underarter finns listade.